# No. 161 Squadron RAF

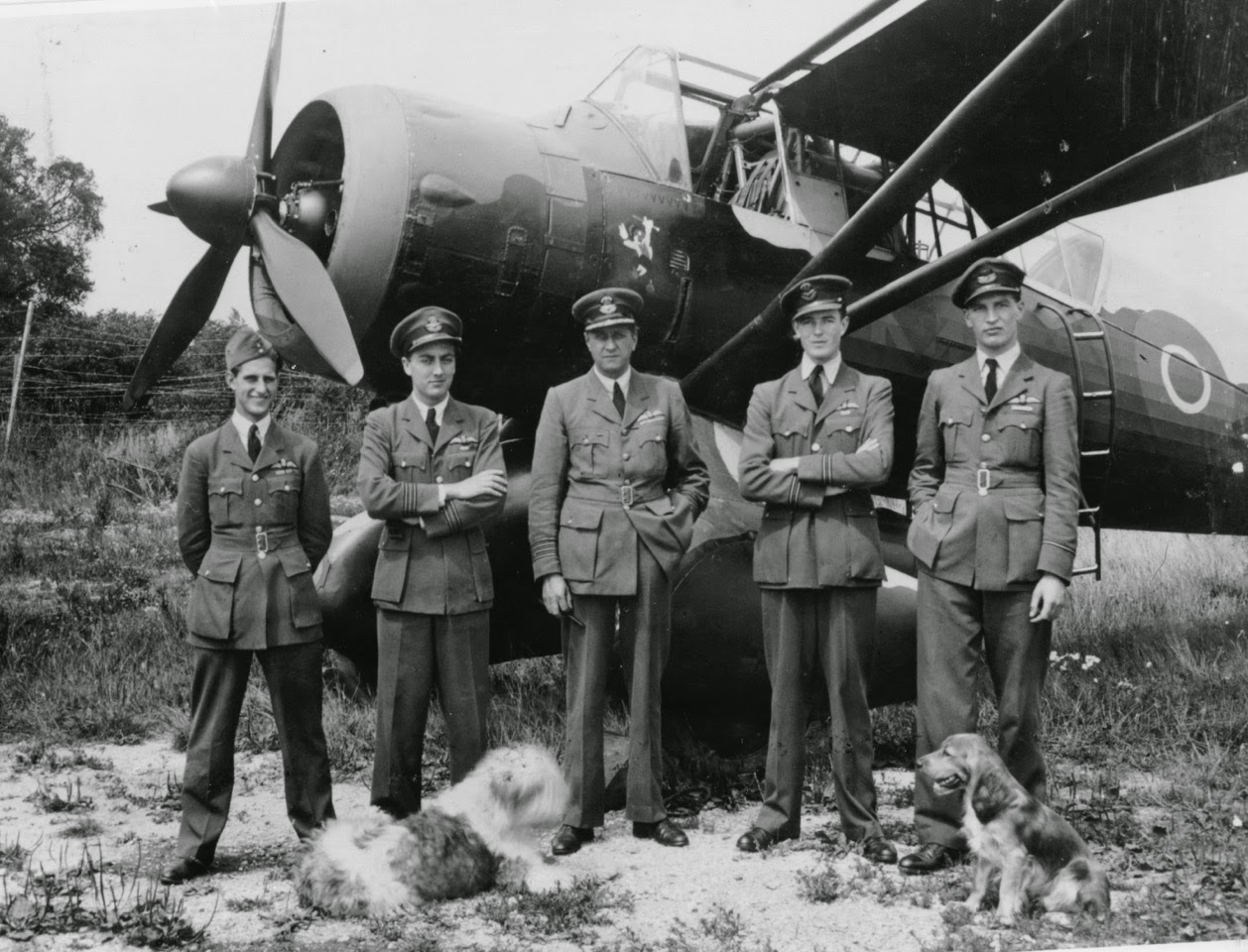
Tangmere, le Lysander de Hugh Verity, 1943.

Le Squadron RAF No. 161  fut, pendant la Première Guerre mondiale, une unité de bombardement de jour de la Royal Air Force. Elle fut utilisée pendant la Seconde Guerre mondiale pour acheminer dans les pays d'Europe occupés, à partir du terrain RAF de Tempsford, des agents du Special Operations Executive et des matériels destinés aux résistants. D'autres opérations eurent lieu pour amener en Angleterre des personnalités ou des pilotes abattus.

## Seconde Guerre mondiale
L'existence du Squadron RAF No. 161 a été tenue secrète et n'était connue que du Bomber Command. Les agents parachutés à la résistance française étaient connus sous le sobriquets de " Bills ".

## Référence
1. ↑  Williamson, P. (2003). "Remembering forgotten'special duties' squadrons: RAAF and RAF Airmen and Airwomen of No 148 (SD) Sqn and No 161 (SD) Sqn RAF". Sabre, 44(3), 11.

## Sources
- (en) Cet article est partiellement ou en totalité issu de l’article de Wikipédia en anglais intitulé « No. 161 Squadron RAF » (voir la liste des auteurs).